# Эрлих, Юлиус
Юлиус Эрлих (Юлий Эрлих, нем. Julius Ehrlich; 3 февраля 1894, Франкфурт-на-Майне — 22 мая 1976, Кройт) — немецкий дирижёр еврейского происхождения.
Получил дирижёрское образование во Франкфурте-на-Майне. В 1923—1928 гг. руководил маленьким радиооркестром в Ганновере, затем работал в Нойштрелице.
В 1930—1933 гг. работал в Ленинграде: преподавал в Ленинградской консерватории и дирижировал в Кировском театре, гастролировал также в Киеве, Харькове и Одессе. По возвращении из СССР в 1934 г. записал с Симфоническим оркестром Парижа альбом советской музыки, включавший отрывки из балета Дмитрия Шостаковича «Золотой век», «Днепрострой» Юлия Мейтуса и «Завод» Александра Мосолова, — запись Шостаковича критика в 1948 г. охарактеризовала как наиболее воодушевлённую из существующих. Кроме того, оркестр под управлением Эрлиха аккомпанировал Лидии Шаляпиной в записи двух народных песен.
В 1934—1936 гг. работал во Фламандской королевской опере в Антверпене. В 1937 г. эмигрировал в США, где в 1940 г. возглавил новосозданный оркестр Милуокская симфониетта (англ. Milwaukee Sinfonietta) и руководил им до 1947 г., конкурируя с Ежи Бояновским за звание первого дирижёра города, а затем работал с другими городскими оркестрами, однако так и не был приглашён в созданный наконец в 1959 году нынешний Симфонический оркестр Милуоки. В 1951—1954 гг. работал в Висбаденской опере, гастролировал по Латинской Америке.